# Saint-Genès-Champespe
Saint-Genès-Champespe ist eine französische Gemeinde mit 205 Einwohnern (Stand: 1. Januar 2022) im Département Puy-de-Dôme in der Region Auvergne-Rhône-Alpes (vor 2016 Auvergne). Sie gehört zum Arrondissement Issoire und zum Kanton Le Sancy (bis 2015 La Tour-d’Auvergne).

## Lage
Saint-Genès-Champespe liegt etwa 52 Kilometer südwestlich von Clermont-Ferrand. An der nördlichen Gemeindegrenze verläuft der Fluss Eau Verte. Umgeben ist Saint-Genès-Champespe von den Nachbargemeinden Saint-Donat im Norden, Picherande im Nordosten, Égliseneuve-d’Entraigues im Osten, Montboudif im Süden, Trémouille im Westen und Südwesten sowie Champs-sur-Tarentaine-Marchal im Westen und Nordwesten.

## Bevölkerungsentwicklung
| Jahr                       | 1962 | 1968 | 1975 | 1982 | 1990 | 1999 | 2006 | 2013 |
| Einwohner                  | 526  | 543  | 488  | 414  | 317  | 259  | 239  | 226  |
| Quellen: Cassini und INSEE |      |      |      |      |      |      |      |      |

## Sehenswürdigkeiten
- Kirche Saint-Genès